# Eyprepocnemis keniensis
Eyprepocnemis keniensis är en insektsart som beskrevs av Johnston, H.B. 1937. Eyprepocnemis keniensis ingår i släktet Eyprepocnemis och familjen gräshoppor. Inga underarter finns listade i Catalogue of Life.